# 4e Binnenvestgracht
De 4e Binnenvestgracht is een voormalige gracht en straat in de Nederlandse stad Leiden, provincie Zuid-Holland. De gracht maakte aanvankelijk deel uit van de binnenvestgracht, deel van de verdedigingswerken van de stad. In de periode tussen 1880 en 1887 werd het zuidelijke deel van de gracht, nabij de Zoeterwoudsesingel, gedempt. Het Tevelingshofje is gelegen aan de gedempte gracht.
De historische gracht grenst aan het Katoenpark. De Looiersbrug geeft toegang tot het park. De Laatste Brug geeft toegang aan de Begraafplaats Groenesteeg. Parallel aan de nog bestaande 4e Binnenvestgracht loopt in het westen de Waardgracht en in het oosten de Zijlsingel.
Er zijn plannen om de gracht naar het noorden door te trekken in het kader van het herontwikkelingsplan van de Meelfabriek.

## Afbeeldingen

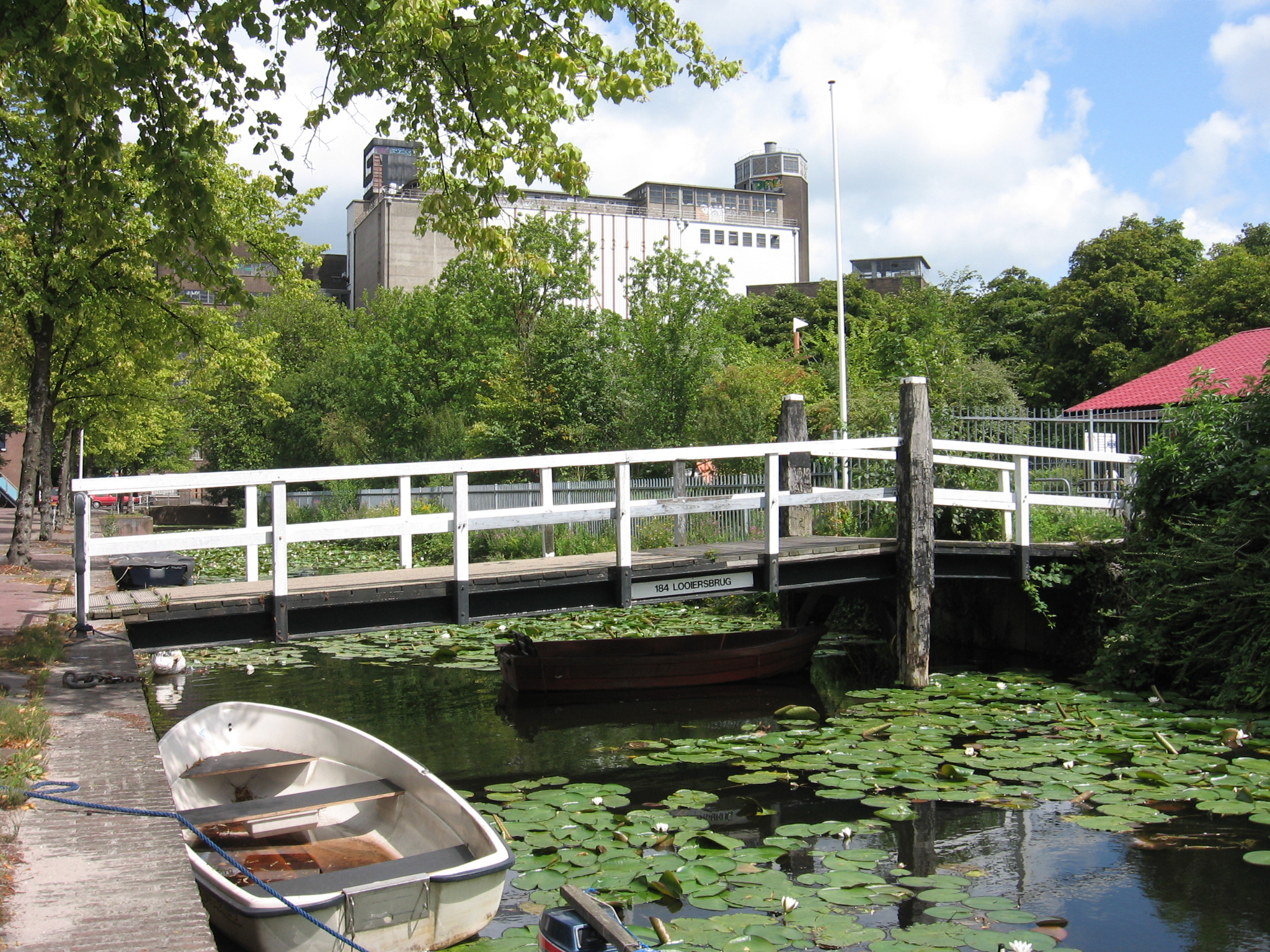
Looiersbrug met Meelfabriek op de achtergrond
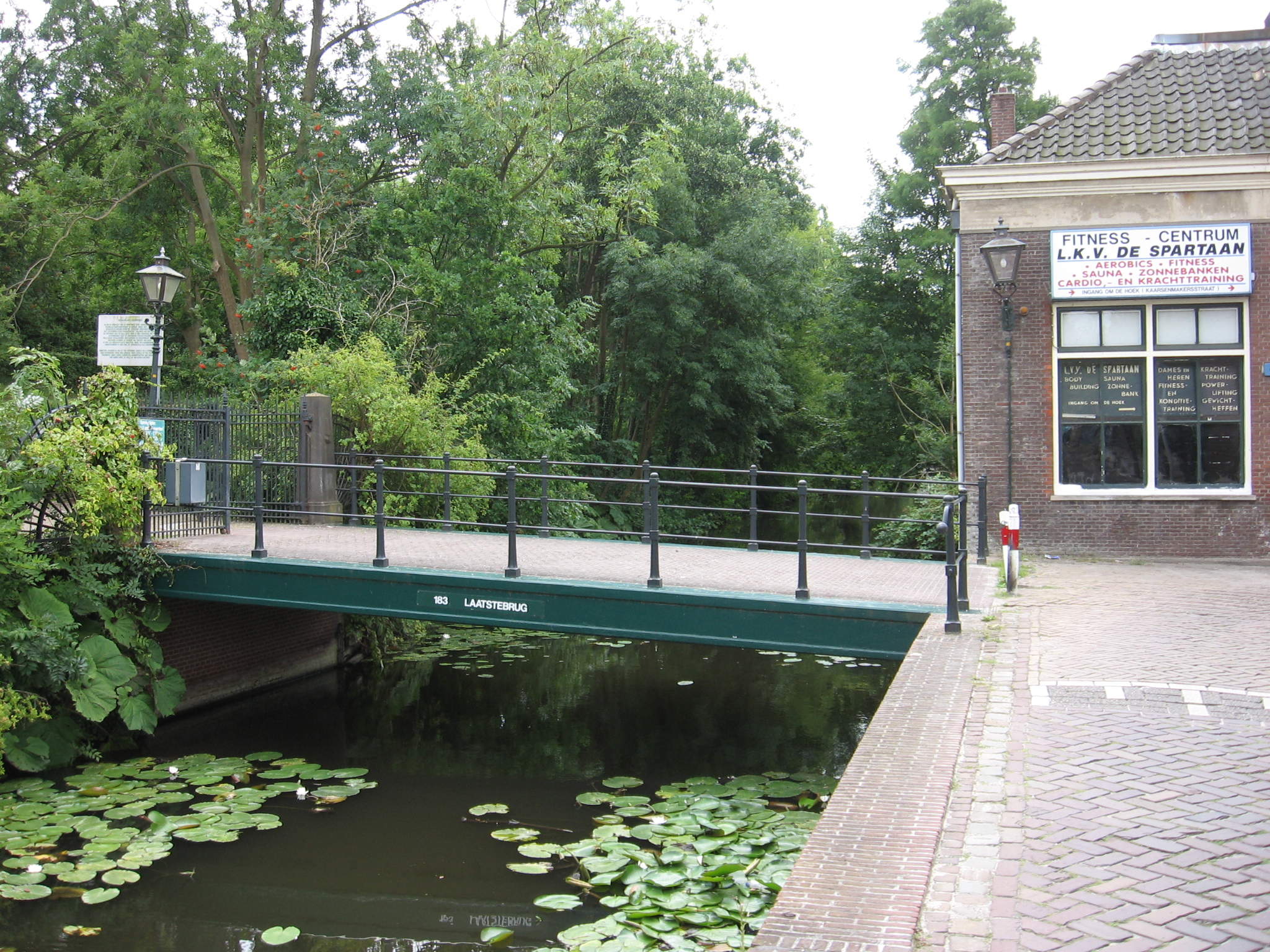
Laatste Brug en de ingang tot de begraafplaats

Aalmarkt · Beschuitsteeg · 4e Binnenvestgracht · Botermarkt · Bouwelouwensteeg · Breestraat · Diefsteeg ·  Fokkestraat · Galgewater · Groenesteeg · Haarlemmerstraat · Hogewoerd · Korte Bouwelouwensteeg · Lammermarkt · Noordeinde · Van der Werfstraat  · Witte Singel · Zoeterwoudsesingel